# سد شبانکاره
سد انحرافی شبانکاره در شهر سعدآباد و در ۶۰ کیلومتری شمال بوشهر و بر روی رودخانه شاپور قرار دارد. این بند به منظور انحراف آب رودخانه شاهپور به کانال‌های آبیاری بخش آب‌پخش در سال ۱۳۱۷ تا ۱۳۱۹ خورشیدی توسط «بانک کشاورزی و پیشه و هنر» (بانک کشاورزی سابق) احداث گردید.
سد انحرافی شبانکاره به واسطه قرار گرفتن در شهرک فرهنگیان شهر سعدآباد به سد سعدآباد نیز شهرت یافته و به عنوان یکی از جاذبه‌های گردشگری سعدآباد شناخته می‌شود. مدیریت تنظیم و کنترل خروج آب این سد در کانال آب توسط تأسیسات که در ساختمان فوقانی سد قرار دارد انجام می‌گیرد.

## عملیات ساخت و مشخصات
در حین عملیات ساخت سد انحرافی شبانکاره، ساختمان محل اسکان کارگران و مهندسان و همچنین ساختمان مدیریت سد ساخته شد که به لحاظ معماری در زمان ساخت منحصر به فرد بود و از آنجا که تنها مکانی بوده که قبل از ساخت پل بر روی رودخانه شاپور وجود داشته، در تاریخ معاصر شهر سعدآباد و خاطرات جمعی مردم شهر از جایگاهی ویژه برخوردار است.
سد انحرافی شبانکاره دارای ظرفیت آبگیری ۶ متر مکعب در ثانیه، متوسط سالانه آب انحرافی۸۶ میلیون متر مکعب، ارتفاع ۵/۳ متر، طول تاج ۱۱۰ متر و یک عدد کانال اصلی می‌باشد.
این سد تاکنون چندین بار مورد مرمت و بازسازی قرار گرفته به طوری که در سال ۱۳۲۸ به ارتفاع سد تقریباً یک متر اضافه شده‌است. در سال ۱۳۴۷ خورشیدی نیز سیل صدمات زیادی به سد وارد نمود که پس از تعمیرات، مجدداً در سال۱۳۵۰ در اثر سیل صدماتی به سد وارد شد.
در حال حاضر نزدیک به ۹۰۰ هزار اصله نخل در روستاهای چم درواهی، چهاربرج، بنارسلیمانی، بنارآزادگان، دشتی اسماعیل خانی، سه کنار، تل سبز، خمیسی، گروگزی و محله‌های بهرام آباد و قلایی شهر آب‌پخش به وسیله آب این سد آبیاری می‌شوند.

## شبکه آبیاری سد شبانکاره
از آب شبکه‌های آبیاری این سد، روستاهای چم‌درواهی، چهاربرج، بنارسلیمانی، بنار آزادگان ،دشتی اسماعیل‌خانی، سه کنار، تل سبز، خمیسی گروگزی و محله‌های بهرام‌آباد و قلایی استفاده می‌نمایند و دیگر روستاها به دلیل مرتفع بودن اراضی و بعد مسافت با سد، نمی‌توانند از آب رودخانه استفاده نمایند.
در حال حاضر حدود ۸۷۸۹۱۷ اصله نخل بوسیله این سد و تأسیسات منظم آبرسانی آن آبیاری می‌گردد. مشکل اساسی باغ‌ها در این منطقه مساحت باغات احداث شده و شیوه کشت آبی با مصرف آب بالا است که به مراتب بیش از ظرفیت سد و تأسیسات نیاز به آبرسانی دارد و محصولات باغی و زراعی به ویژه در فصول گرم با کمبود شدید آب مواجه می‌شوند.